# The Disaster Artist
The Disaster Artist és una comèdia dramàtica estatunidenca dirigida per James Franco. Es va estrenar el 3 de desembre de 2017 als Estats Units. Es tracta d'una adaptació del llibre homònim de l'actor i productor Greg Sestero que explicava la creació i el rodatge de la pel·lícula The Room de Tommy Wiseau, reputat per ser una estrella de culte dels anys 2000 i considerat com «el Ciutadà Kane dels films dolents». S'ha doblat al català per TV3, que va emetre-la per primer cop l'1 de novembre de 2020.
Assoleix la Conquilla d'Or a la millor pel·lícula al Festival Internacional de cinema de Sant Sebastià 2017.

## Argument
Aquesta història explica la creació de la pel·lícula The Room així com els elements biogràfics de l'autor, Tommy Wiseau basant-se en el llibre homònim.

## Repartiment
- James Franco: Tommy Wiseau, el guionista, productor, director i actor principal de The Room
- Dave Franco: Greg Sestero, el productor executiu i l'actor que interpreta Mark a The Room
- Seth Rogen: Sandy Schklair, l'script
- Ari Graynor: Juliette Danielle, l'actriu que interpreta Lisa a The Room
- Josh Hutcherson: Philip Haldiman, l'actor que interpreta Denny a The Room
- Jacki Weaver: Carolyn Minnott, l'actriu que interpreta Claudette a The Room
- Alison Brie: Amber, l'amiga de Sestero
- Megan Mullally: Mrs. Sestero
- Hannibal Buress: Bill Meurer, el propietari del Birns and Sawyer
- Jason Mantzoukas: Peter Anway, representant del Birns and Sawyer
- Paul Scheer: Raphael Smadja, el director de fotografia
- Sharon Stone: Iris Burton, l'agent de Sestero
- Melanie Griffith: Jean Shelton
- Zac Efron: Dan Janjigian, l'actor que interpreta Chris-R a The Room
- Andrew Santino: Scott Holmes, l'actor que interpreta Mike a The Room
- June Diane Raphael: Robyn París, l'actriu que interpreta Michelle a The Room
- Nathan Fielder: Kyle Vogt, l'actor que interpreta Peter a The Room
- Brian Huskey: James
- Bob Odenkirk: El professor de l'Actors Studio
- Brett Gelman: El professor d'art dramàtic
- Zoey Deutch: Bobbi
- Casey Wilson: la directora de càsting
- Christopher Mintz-Plasse: Sid
- Jason Mitchell: Nate
- Randall Park: un actor
- Jerrod Carmichael: un amic actor
- Sugar Lyn Beard :una actriu
- Tom Franco: Karl
- John Early: Chris
- Charlyne Yi: Safowa Bright

### Cameos
- J. J. Abrams
- Angelyne
- Judd Apatow
- Ike Barinholtz
- Kristen Bell
- Zach Braff
- Lizzy Caplan
- Bryan Cranston
- David DeCoteau
- Keegan-Michael Key
- Danny McBride
- Dylan Minnette
- Adam Scott
- Kevin Smith
- Kate Upton
- Tommy Wiseau

## Premis
- Festival internacional del film de Sant Sebastià 2017: Conquilla d'Or a la millor pel·lícula.
- "És la comèdia més divertida del 2017 i, de llarg, la millor pel·lícula en la carrera de Franco com a director. (...) ningú a Hollywood ha volgut perdre's l'oportunitat de participar en aquesta fascinant raresa"[4]

- "Presenta una capacitat genuïna per enlluernar, independentment de si el públic ha vist o no The Room."[5]
- "James Franco ho broda a banda i banda de la càmera en aquesta oda salvatgement divertida al Ed Wood dedicada al cinema mal fet"[6]